# جهان‌آباد (محلات)
جهان‌آباد یک روستا در ایران است که در دهستان باقرآباد شهرستان محلات استان مرکزی واقع شده‌است. جهان‌آباد ۱۶ نفر جمعیت دارد.